# Eddie Crook Jr.
Edward Crook Jr., detto Eddie (Detroit, 19 aprile 1929 – Montgomery, 25 luglio 2005), è stato un pugile statunitense, che ha vinto la medaglia d'oro alle Olimpiadi di Roma 1960, come i suoi connazionali Wilbert McClure e Muhammad Ali.

## Carriera da dilettante
Crook è stato Campione del Mondo militare tra i pesi superwelter a Bologna nel 1959 e a Wiesbaden nel 1960, mettendo KO al primo round, in finale, l'italiano Marcello Vicari.
Fu poi medaglia d'oro per gli Stati Uniti alle Olimpiadi del 1960 a Roma nella categoria dei pesi medi (fino a 75 kg), sconfiggendo in finale il polacco Tadeusz Walasek con il punteggio di 3-2. È stato l'unico pugile in forza all'Esercito degli Stati Uniti a vincere la medaglia d'oro olimpica a Roma 1960.
Non ha avuto una carriera da professionista.

## Vita dopo la boxe
Dopo aver vinto la sua medaglia d'oro olimpica, Crook ha fatto servizio per due volte nella guerra del Vietnam come sergente maggiore dell'Esercito. Dopo il Vietnam, è stato allenatore di boxe a Fort Benning, in Georgia, giocatore di football americano nel ruolo di quarterback e istruttore militare.
È morto il 25 luglio 2005 per cause naturali a Montgomery, in Alabama, all'età di 76 anni.